# PGC 1760
LEDA/PGC 1760 ist eine Spiralgalaxie vom Hubble-Typ Sb im Sternbild Fische auf der Ekliptik, die schätzungsweise 204 Millionen Lichtjahre von der Milchstraße entfernt ist. Sie gilt als Mitglied der NGC 128-Gruppe.

Im selben Himmelsareal befinden sich u. a. die Galaxien NGC 126, NGC 127, NGC 130, IC 17.